# Hornstedtia incana
Hornstedtia incana är en enhjärtbladig växtart som beskrevs av Rosemary Margaret Smith. Hornstedtia incana ingår i släktet Hornstedtia och familjen Zingiberaceae. Inga underarter finns listade i Catalogue of Life.